# Buchholterberg
Buchholterberg är en kommun i distriktet Thun i kantonen Bern, Schweiz. Kommunen har 1 538 invånare (2023).
Kommunens största by är Heimenschwand.